# Аксас (посёлок)
Аксас (шор. Ақ сас) — опустевший посёлок в Мысковском городском округе Кемеровской области России.

## История
Входил  в    Подобасский сельсовет. В 1968 году 322 жителя, 92 хозяйства. 

## География
Посёлок Аксас расположен в южной части Кемеровской области и находится на берегу рек Аксас и Тутуяс.
Уличная сеть не развита.

## Население
| 2010 |
| ---- |
| 0    |

Национальный состав
Согласно результатам переписи 2002 года, в национальной структуре населения русские составляли 86 % от общей численности населения в 7 жителей

## Инфраструктура
Нет данных.
В 1968 году действовала начальная школа, библиотека, медпункт.

## Транспорт
Просёлочная дорога.